# Хоменко Віктор Кирилович
Вітя Хоменко (12 вересня 1926, Кременчук — 5 грудня 1942, Миколаїв) — піонер, учасник більшовицького антинімецького підпілля «Миколаївський центр» в Миколаєві в роки німецько-радянської війни.

## Біографічні дані
Віктор Кирилович Хоменко народився 12 вересня 1926 року у м. Кременчук, потім родина переїхала до Миколаєва. Він був третьою наймолодшою дитиною у сім'ї, старші сестри — Ольга та Надія.
Батько помер, коли Віті не було 2-х років.
Закінчив семирічку у 1941 році та подав документи до Миколаївського кораблебудівного технікуму.
17 серпня 1941 року німці увійшли до Миколаєва, а через деякий час Вітя Хоменко, Шура Кобер, Петро Подбродський та ще деякі інші сміливці почали допомагати підпільникам.
Завдяки гарному знанню німецької мови Віктор зміг влаштуватися спочатку на кухню у німецький польовий госпіталь, а згодом його переводять у гестапівську офіцерську їдальню «Ост», де підслуховував розмови офіцерів, збираючи важливі відомості.
Пізніше, завдяки Анні Василівні Рябоконь Вітя вступив у ряди підпілля.

## Подвиг
Ставши посильним при штабі, давав можливість ознайомитися з секретними документами підпільникам, які він, як кур'єр мав відносити за вказаними адресами.
Разом зі своїм другом Шурою Кобером перетнув лінію фронту для встановлення зв'язку з штабом партизанського руху.
17 серпня 1942 року Шура і Вітя перепливали на старому човні річку Кубань (в районі м. Краснодар), після чого вони потрапили в розташування частини Червоної Армії.
Повернувшись до Миколаєва, партизани доставили підпільникам радіопередавач, вибухівку та зброю.
24 листопада 1942 року був заарештований гестапо.
5 грудня 1942 року разом з Шурою Кобером був страчений на Базарній площі в Миколаєві.

## Вшанування пам'яті

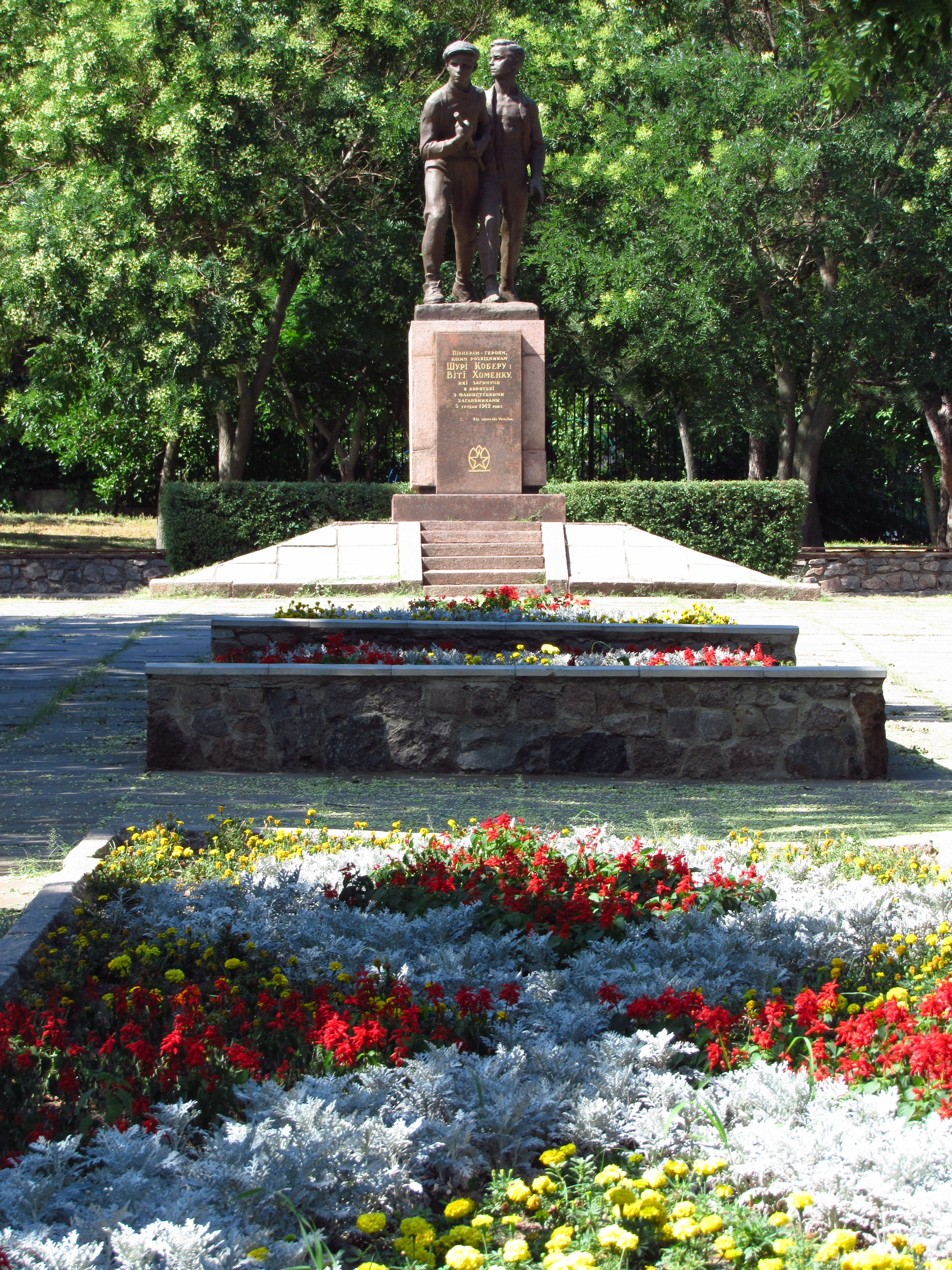
Пам'ятник Шурі Коберу та Віті Хоменку у сквері Юних героїв

Пам'ятник Коберу та Хоменку біля миколаївського Некрополя, 2013

У 1965 році посмертно нагороджений Орденом Вітчизняної війни першого ступеня.
Іменем Віті Хоменко названо дванадцять шкіл, в тому числі і школа № 5 (зараз — Перша українська гімназія імені Миколи Аркаса), в якій він навчався.
У Миколаєві в Піонерському сквері у 1959 році Віті Хоменко та Шурі Коберу поставлений пам'ятник, побудований на кошти, зібрані школярами України. Автори пам'ятника — скульптори О. Князик, Т. Судьїна, Ю. Тягно. На гранітній плиті висічені слова:
Іменами Віті Хоменко і Шури Кобера названі вулиці Миколаєва та Одеси, бібліотека.